# Средние Луги
 Средние Луги  — деревня в Тоншаевском муниципальном округе Нижегородской области.

## География
Деревня находится в северо-восточной части Нижегородской области, на расстоянии приблизительно 3 километра по прямой на восток от посёлка Тоншаево, административного центра района.

## Население
Постоянное население составляло 9 человек (русские 100 %) в 2002 году, 6 в 2010.

## История
До 2020 года входила в состав городского поселения Рабочий посёлок Тоншаево до его упразднения.